# سیستار
سیستار (انگلیسی: Sistar; کره‌ای: 씨스타) یک گروه دخترانهٔ کره جنوبی بود که در سال ۲۰۱۰ توسط استارشیپ اینترتینمنت شکل گرفت. این گروه متشکل از چهار عضو، هیولین، بورا، سویو و داسوم بود. نخستین آلبوم استودیویی آنها «So Cool» بود که ۹ اوت ۲۰۱۱ منتشر شد. دومین آلبوم آنها، «Give It to Me»، در ۱۱ ژوئن ۲۰۱۳ منتشر شد.